# Irving Jaffee
Irving Warren Jaffee (15. září 1906 New York – 20. března 1981 San Diego, Kalifornie) byl americký rychlobruslař.
Pocházel ze židovské rodiny. Na Zimních olympijských hrách 1928 dosáhl nejlepšího výsledku na trati 5000 m, kde skončil čtvrtý. Kromě toho byl také sedmý v závodě na 1500 m a jedenáctý na distanci 500 m. O čtyři roky později, na zimní olympiádě 1932, se zúčastnil pouze nejdelších závodů na 5000 m a 10 000 m, v obou z nich však získal zlatou medaili.